# Totsigan
 (mai 2011).
Totsigan est une ville de l’agglomération de Lomé, capitale du Togo. Elle se situe au nord de la ville.